# 利府町中央公園野球場
利府町中央公園野球場（りふちょうちゅうおうこうえんやきゅうじょう）は、宮城県宮城郡利府町の利府町中央公園（十符の里パーク）内にある野球場で、通称は「利府球場」。
2009年から東北楽天ゴールデンイーグルスの二軍が本拠地として使用しており、球場の愛称を「楽天イーグルス利府球場」としている。2022年よりメインの本拠地は楽天イーグルス泉練習場（ウェルファムフーズ森林どりスタジアム泉）に移っているが、その後も年により数試合が本球場で開催されている。
なお、新聞などでは球場名ではなく「宮城県利府町」と自治体名で掲載されることがある。

## 概要
利府町は仙台市都心部から見て北東郊外（仙塩地区）の松島丘陵上にある。この球場は1997年に開場。イースタン・リーグ公式戦の日本ハムファイターズ対読売ジャイアンツ戦がこけら落としだった。以降、仙塩地域におけるアマチュア野球の公式戦などを主に開催している。
なお、同町内には宮城スタジアム（ひとめぼれスタジアム宮城）を含めた総合運動施設「宮城県総合運動公園」（グランディ・21）を擁するが、場所は本球場より約1.5km離れている。
楽天二軍の試合時は一軍本拠地の宮城球場（現：楽天生命パーク宮城）とは異なり、通常と同じようにホームチームである楽天が一塁側を使用する。
2001年までと2011年に全国高等学校野球選手権宮城大会が行われていた。
スコアボードの得点部が2011年のシーズン開幕前に電球からLED表示に変更されている。また、打順表示部には守備位置の表示がない他、選手名の表示は現在の二軍の本拠地球場ではなかなかないパネル式である。

## 楽天二軍の誘致・その後
2004年オフに新規参入した楽天は、リーグ参加初年度から山形県東村山郡中山町の山形県野球場（呼称は2011年3月まで「山形蔵王タカミヤホテルズスタジアム」、同年4月以降は「荘内銀行・日新製薬スタジアムやまがた」）を二軍の本拠地に、同県天童市の山形県総合運動公園周辺に練習場及び合宿所を設ける計画で「本拠地協定」を山形県との間で3年契約した。
しかし、若手選手が山形から仙台まで通うことによる移動距離が片道約80kmと長く、また一軍と二軍の選手の入れ替えも多かったことなどからこの計画を見直し、本球場より自動車で20分ほどの仙台市泉区にある楽天イーグルス泉練習場（旧称：デンコードースタジアム）および合宿所「泉犬鷲寮」を2006年より使用している。
一方、利府町は合宿所や練習場からのアクセスが容易で、また仙台市とも隣接しているから集客が見込まれるとして楽天にファーム本拠地誘致の要望書を提出していた。2007年、楽天の二軍が初めて本球場でのイースタン・リーグ公式戦2試合を主催し、翌2008年には4試合を開催した。
同年10月、楽天は山形県との間で結んでいた「本拠地協定」の自動延長を辞退すると山形県側に通告した。同時に本球場を二軍本拠地に加える方針を固め、利府町に報告。その後、11月17日のプロ野球実行委員会で承認を得て、正式に二軍の本拠地として決定した。
2009年、楽天の二軍は本球場で37試合のイースタン公式戦を行った。また、9月の最終戦終了後にはファン感謝イベントも開催されている。
2011年3月11日に発生した東日本大震災の影響により、この年の4月と5月に本球場で開催予定だったイースタン・リーグ公式戦は球場を振り替えて開催され、5月31日の楽天対日本ハム戦から再び使用するようになった。
2018年は改修工事を行うため、本球場でのイースタン・リーグ公式戦は行わず、試合開催は全て楽天イーグルス泉練習場（ウェルファムフーズ森林どりスタジアム泉）に移った。その後球場の改修は完了したものの、試合開催は激減。2020年・2021年には一度も公式戦が開催されず、2022年には楽天の球団公式サイトでもメインのスタジアム表記からも外れた。

## 施設概要
- 収容人数：3,512人
- 両翼：98m
- 中堅：122m
- 敷地面積：16,501m2
- 内外野：ロングパイル人工芝
- スコアボード：得点表示はLED式。選手名はパネル式
- 照明設備：36灯×6基

## アクセス
自家用車で来場の場合、500台収容の無料駐車場がある。
- 仙台北部道路 利府しらかし台ICより車で5分
- 三陸沿岸道路 利府中IC及び利府塩釜ICより車で10分
- JR東日本利府線・利府駅より徒歩30分
- JR利府駅よりミヤコーバス「利府高校前」下車

## 周辺
- 宮城県利府高等学校
- 利府町立しらかし台中学校
- 利府町立青山小学校
- 利府町立しらかし台小学校
- しらかし台工業流通団地
- 森の里公園
- 惣の関下溜池
- 宮城県サッカー場（JFL・ソニー仙台FCのホームスタジアムの1つ）
- 利府ゴルフ倶楽部（ミヤギテレビ杯ダンロップ女子オープンゴルフトーナメント開催地）
- 宮城県総合運動公園（グランディ・21）
  - ひとめぼれスタジアム宮城（2002 FIFAワールドカップ等開催地）、（サッカー日本代表の試合にも使用）
  - セキスイハイムスーパーアリーナ ほか
- JR東日本東北野球部合宿所・グラウンド
- 県民の森
- 陸奥国府・多賀城跡